# Velké Hoštice (zámek)
Zámek Velké Hoštice se nachází uprostřed parku poblíž stejnojmenné obce 5 km východně od Opavy. Původně barokní zámek mající tvar písmene T byl přestavěn v klasicistním stylu.

## Historie

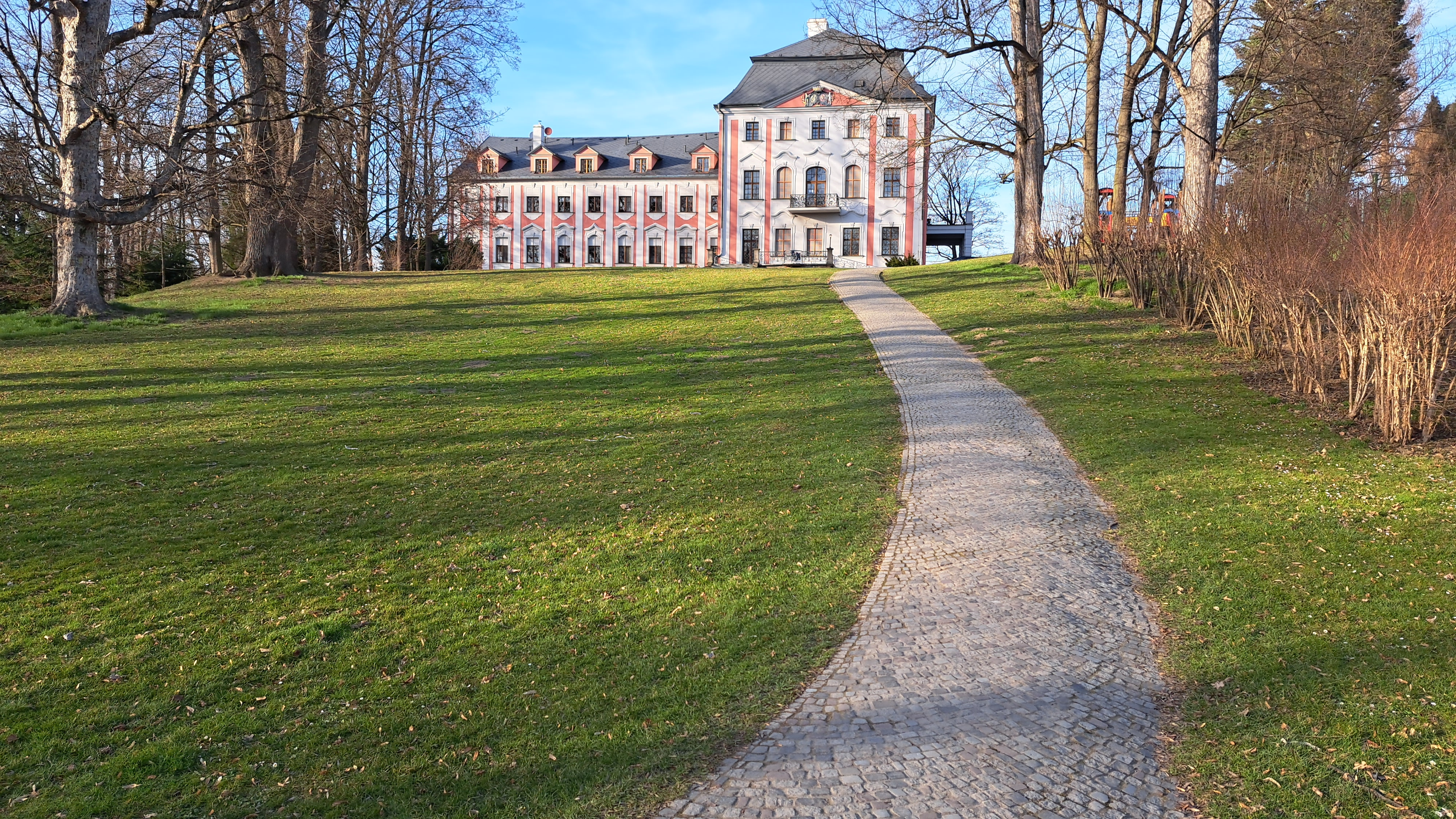

Ves Hoštice, která od 15. století nese název Velké Hoštice, je uváděna již v roce 1220, kdy olomoucký arcijáhen Radoslav daroval díl vsi cisterciáckému klášteru na Velehradě a jenž dále kolem roku 1230 ustanovil, aby po jeho smrti klášteru připadlo i další zboží v Hošticích, Kladerubech a Opavě.
V průběhu 14. století po vleklém sporu s olomouckou kapitulou připadla ves a ostatní statky Pánům z Kravař, konkrétně v r. 1372 Benešovi z Kravař. Po následném vystřídání několika majitelů v 1. polovině 15. století získali kolem r. 1450 Velké Hoštice Šlevičtí z Kravař, kteří je měli v držení až do r. 1559. Přestože o podobě a vzniku zámeckého sídla v obci není doložena žádná zmínka, je možno předpokládat stavbu původního renesančního zámku na místě dnešního a to právě v období, kdy jej měli v držení Šlevičtí z Kravař. Poté, za držby nových majitelů – hrabat z Gašína, se v r. 1742 statek i se zámkem dostal do pruského záboru. Velké Hoštice byly k Československu připojeny až teprve v r. 1922. Po Gašínech se držitelé Hoštic rychle střídaly. Nejvýrazněji se do historie zapsal až v r. 1754 Ignác Dominik Chorynský z Ledské, který dal na místě starší zámecké budovy, zničené požárem v 50. letech 18. století, přestavět objekt v pozdně barokní zámek.
Za hraběte Ignáce Chorynského se velkohoštický zámek stal významným kulturním a společenským střediskem Slezska. V letech 1768 až 1778 se zde konala velmi častá divadelní představení, různé taneční reduty a početné hudební akademie, při nichž se velmi uplatňovala zdejší stálá zámecká kapela.
Mj. zde působil i slezský barokní hudební skladatel Josef Puschmann. Po smrti harběte Chorynského v r. 1792 přešlo panství sňatkem na hrabata Sprinzensteiny a těm patřilo až do r. 1945.

### Architektura
Zámek je dvoupatrová budova obdélníkového půdorysu, před jejíž sedmiosé průčelí předstupuje pilířový podjezd, nesoucí balkon se železnou mříží. Průčelí je členěno pilastry s kompozitními hlavicemi a lisénovými rámy. Hlavní římsa se nad středem průčelí zvedá v nízký trojúhelníkový štít. Celá fasáda průčelí je zaplněna složitým rokokovým dekorem a postavami putti. Hlavní trakt je zastřešen mansardovou střechou v jejímž středu je nízká šestiboká věžička se stlačenou bání a lucernou, po stranách jsou zděné vikýře s oválnými otvory. Z původního interiéru se zachovala vstupní síň zaklenutá plackovou klenbou s výsečemi a trojramenné schodiště, jehož zdi člení pilastry s vpadlými výplněmi a rokokovým dekorem. Jeho valená klenba je zdobena zrcadlem z jemných profilů, plackovou klenbu podest zdobí vpadlé kruhy.
Stavitelem zámku byl ostravský stavební mistr Jakub Paneck, fresky maloval známý prostějovský barokní malíř František Antonnín Sebastini. Současně se stavbou zámku byl zřejmě u nového zámku založen menší okrasný sad s oranžerií. Počátkem října 1765 zachvátil Velké Hoštice rozsáhlý požár, při němž kromě vsi vyhořel i panský dvůr s oranžérií. Vlastní zámecká budova však byla uchráněna. V r. 1768 pak byla u zámku vysazena stromová alej.
Během 19. století došlo k úpravám zámku i jeho okolí. U zámku byl založen rozsáhlý přírodně krajinářský park, kolem r. 1840 bylo postaveno zadní jednopatrové křídlo zámecké budovy obdélníkového půdorysu, čímž celkový půdorys dostal podobu písmene „T“. Rovněž barokní budova byla tehdy přestavována, zejména byl vybudován nový vjezd do zámku a nové schodiště. Koncem 19. století bylo přistavěno ještě schodiště k jihozápadnímu rohu průčelí.

## Galerie

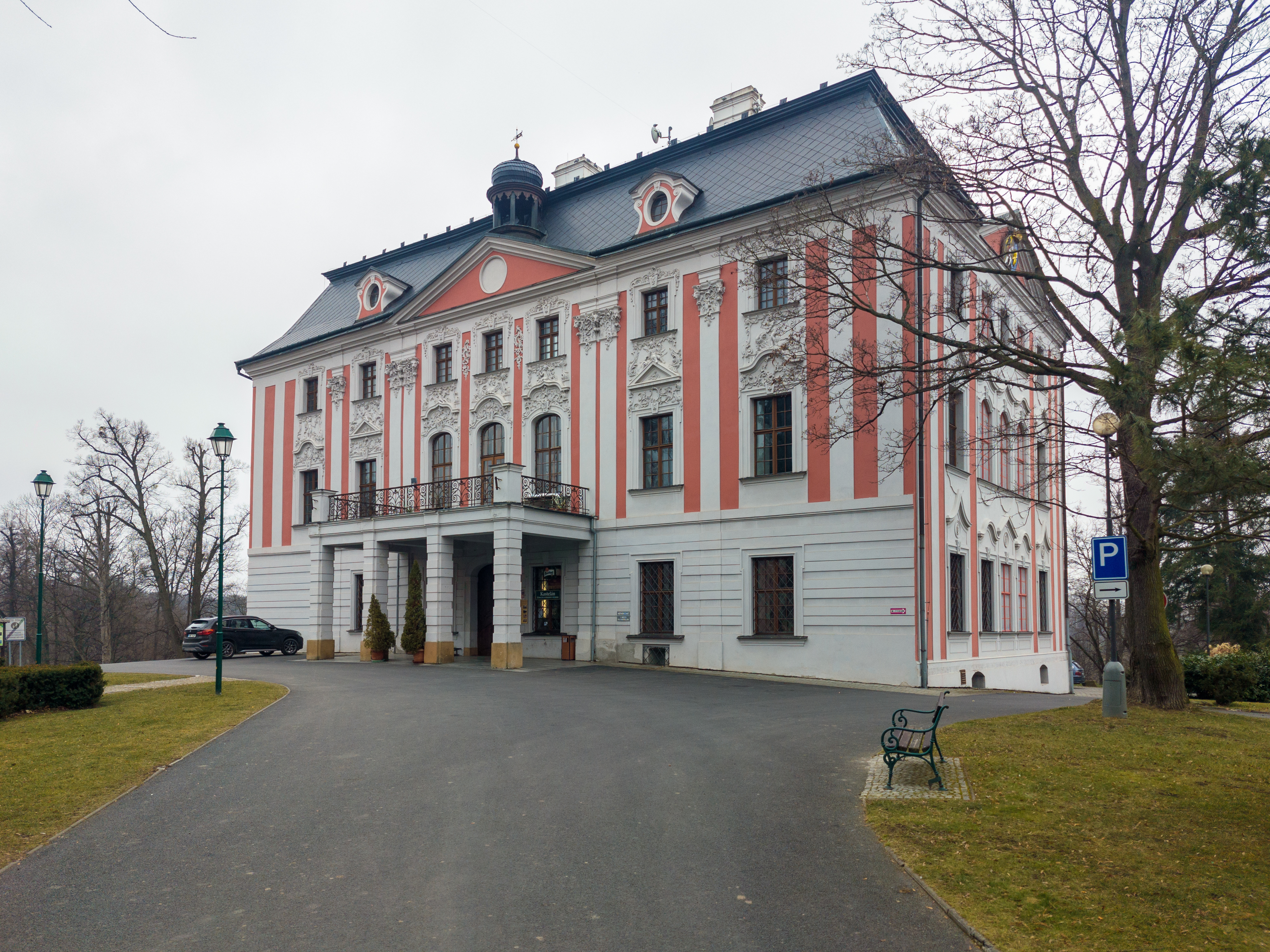
Prostor před průčelím (2025)
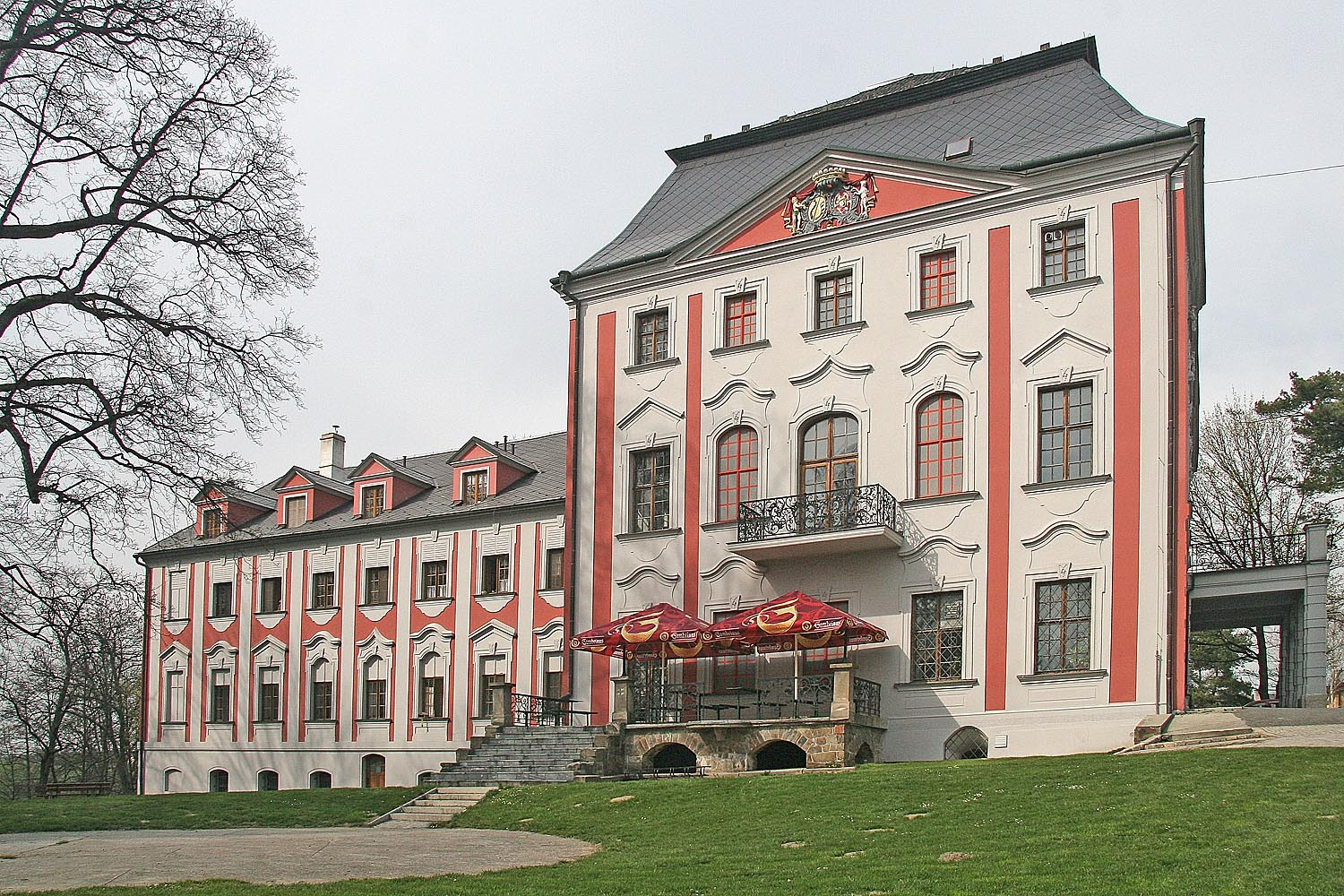
Jižní strana (2007)
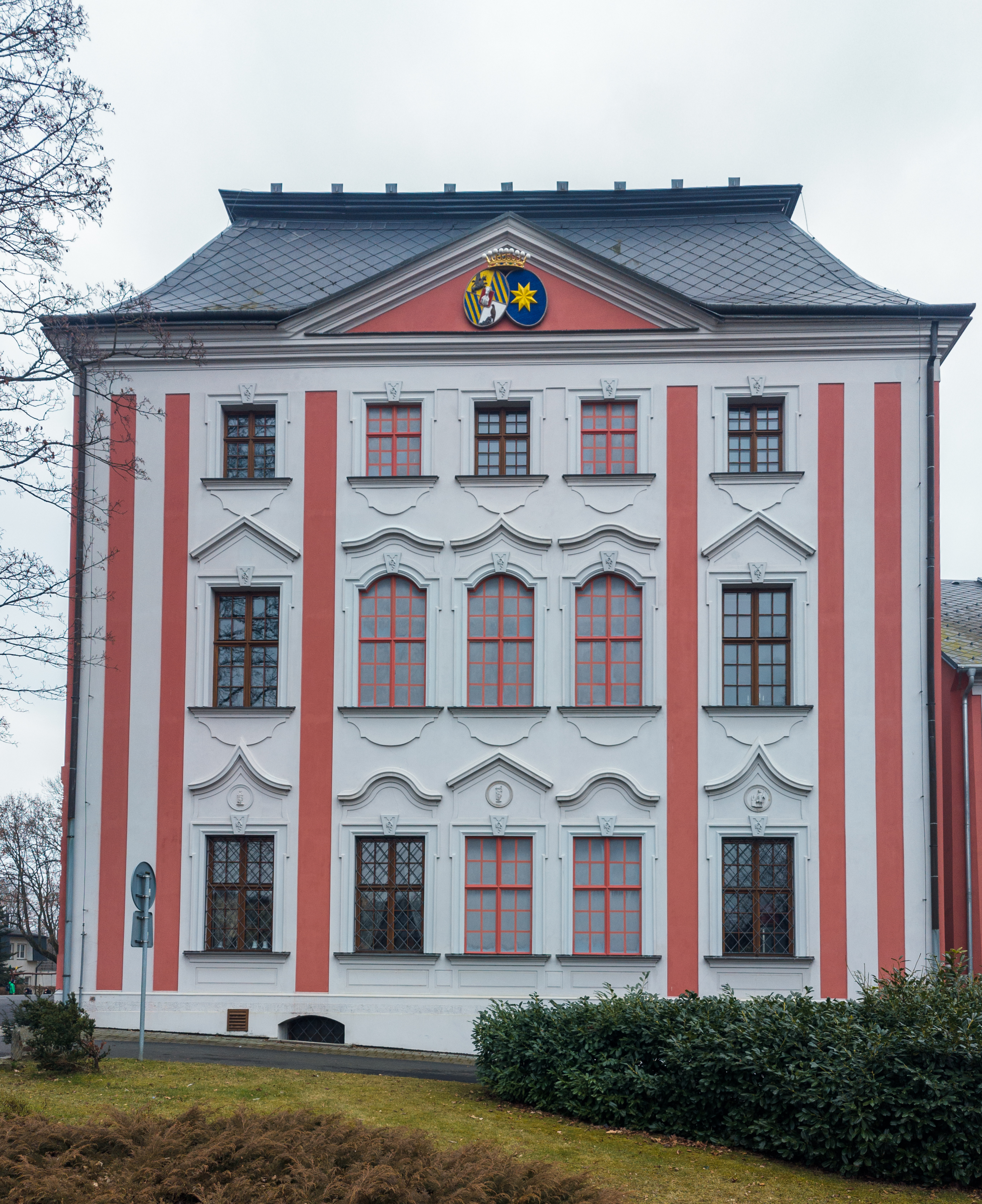
Severní strana (2025)
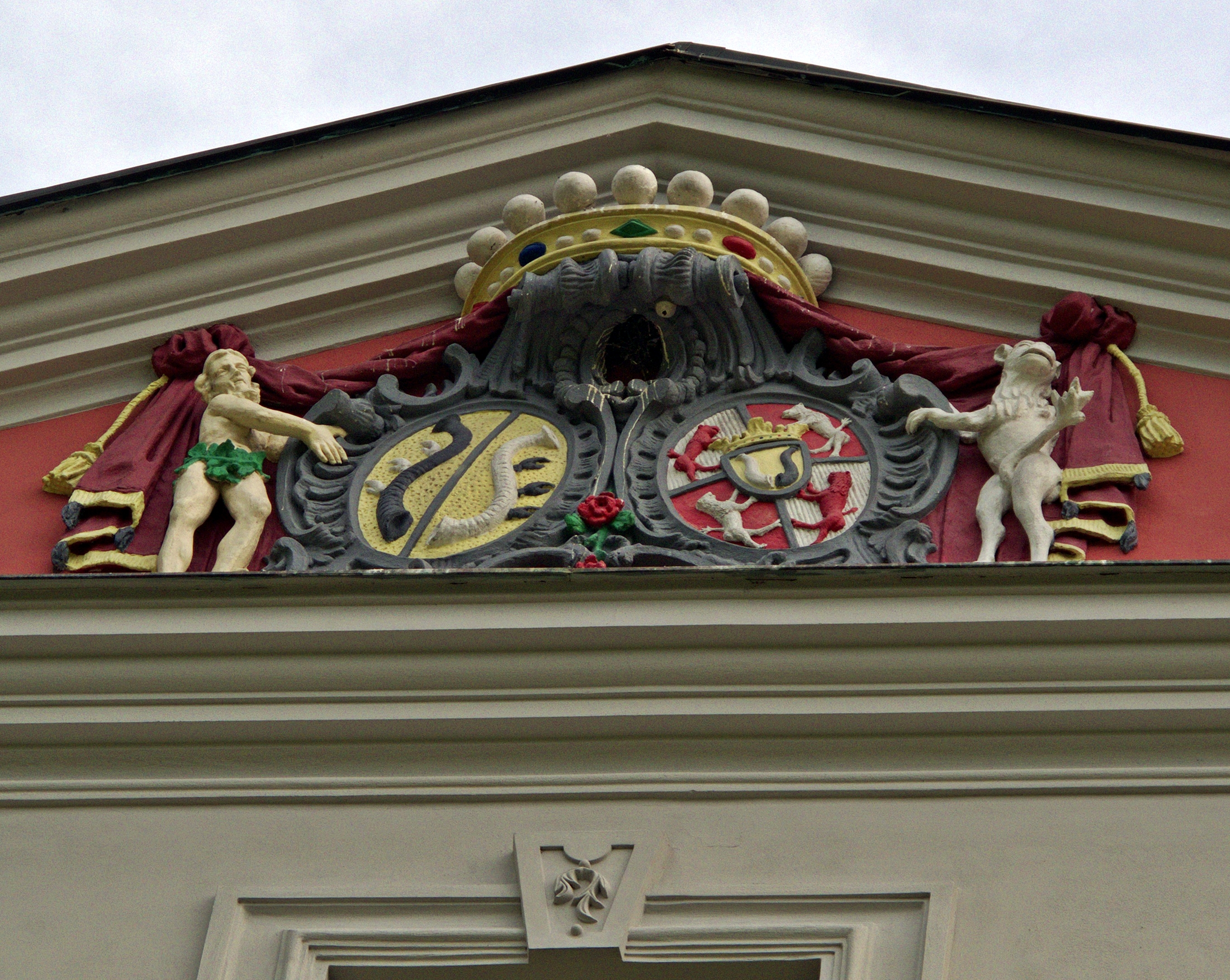
Detail štítu jižní strany (2014)
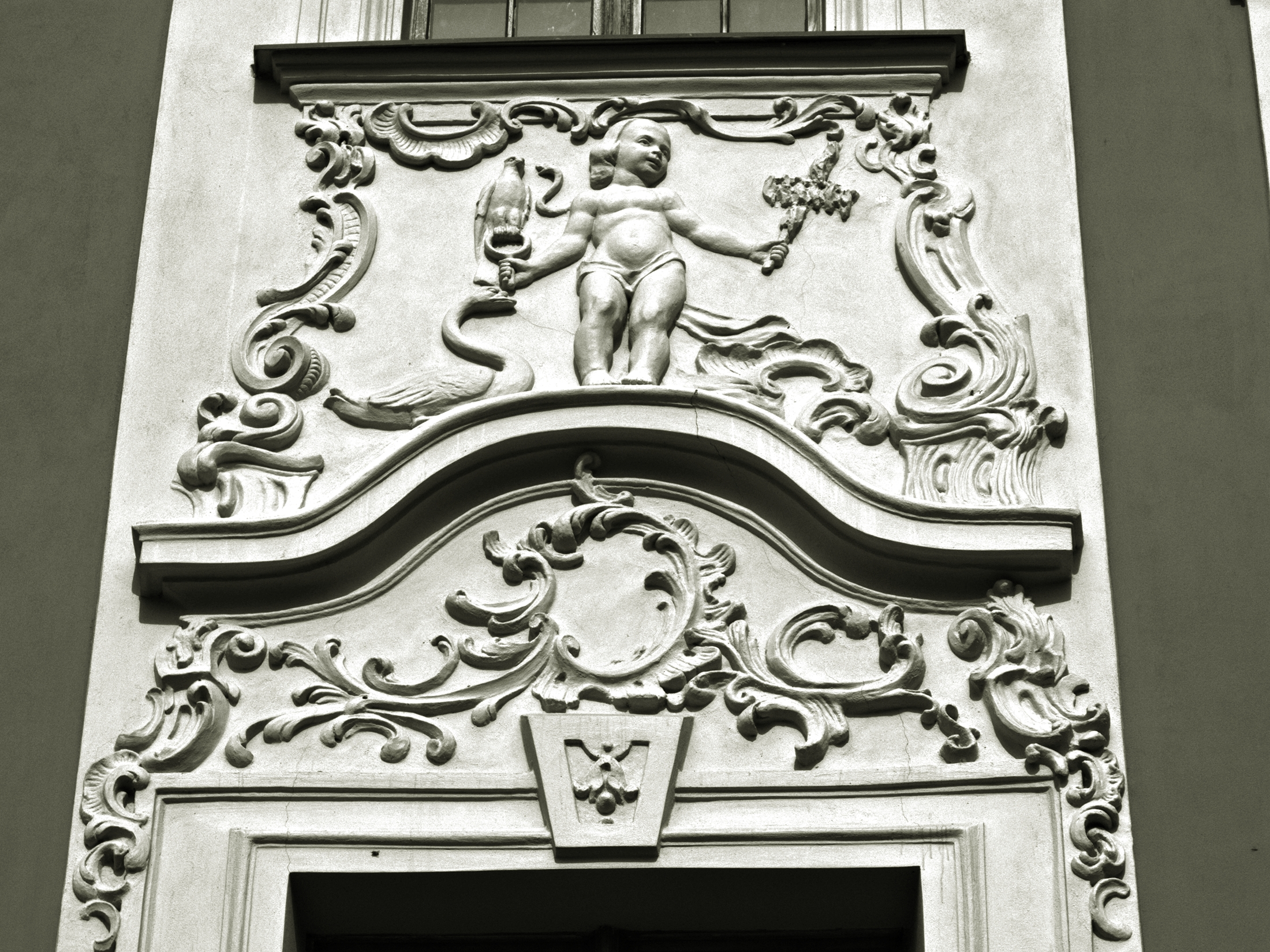
Detail fasády východní strany (2014)
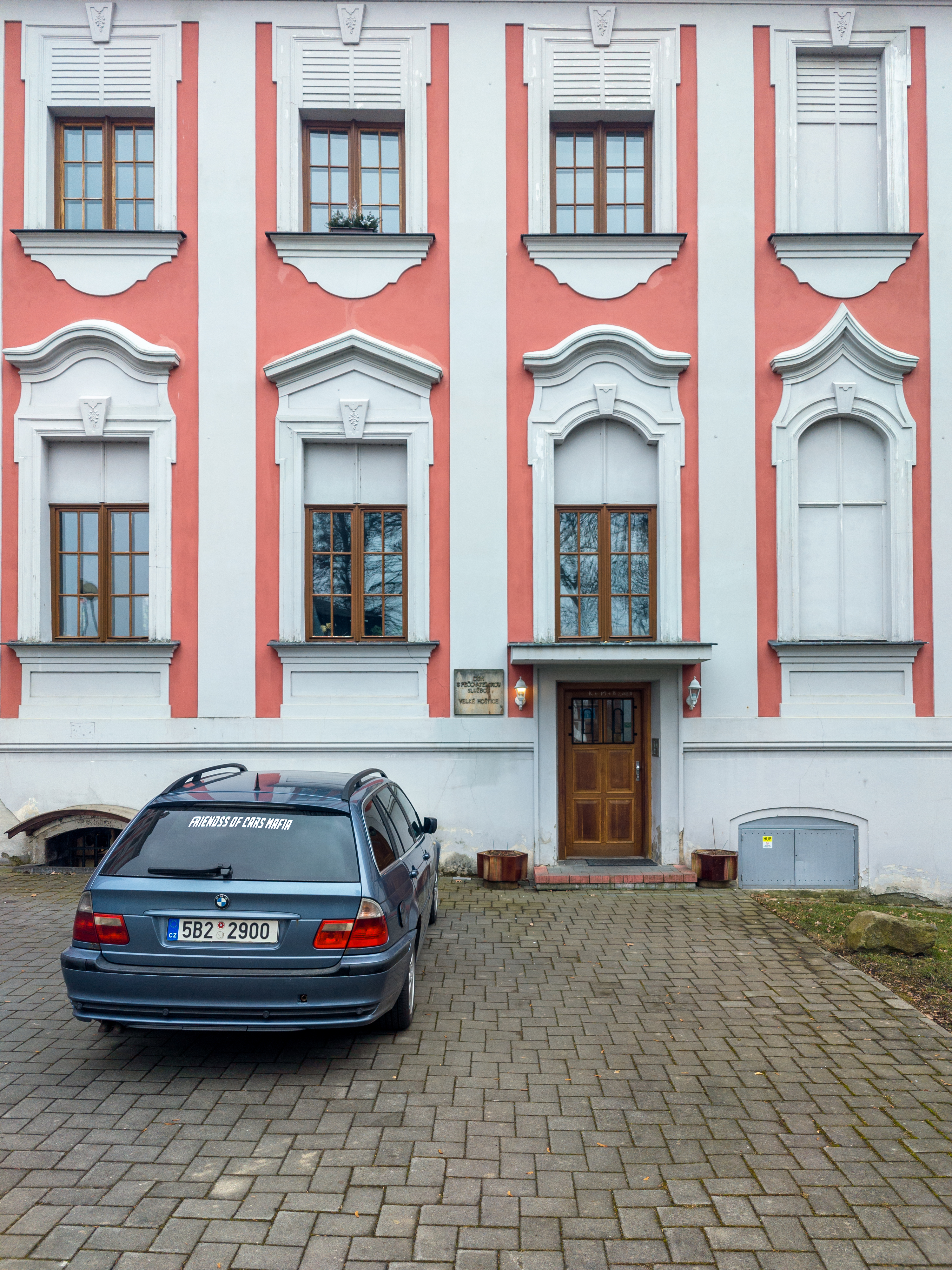
Vstup do domu s pečovatelskou službou (2025)
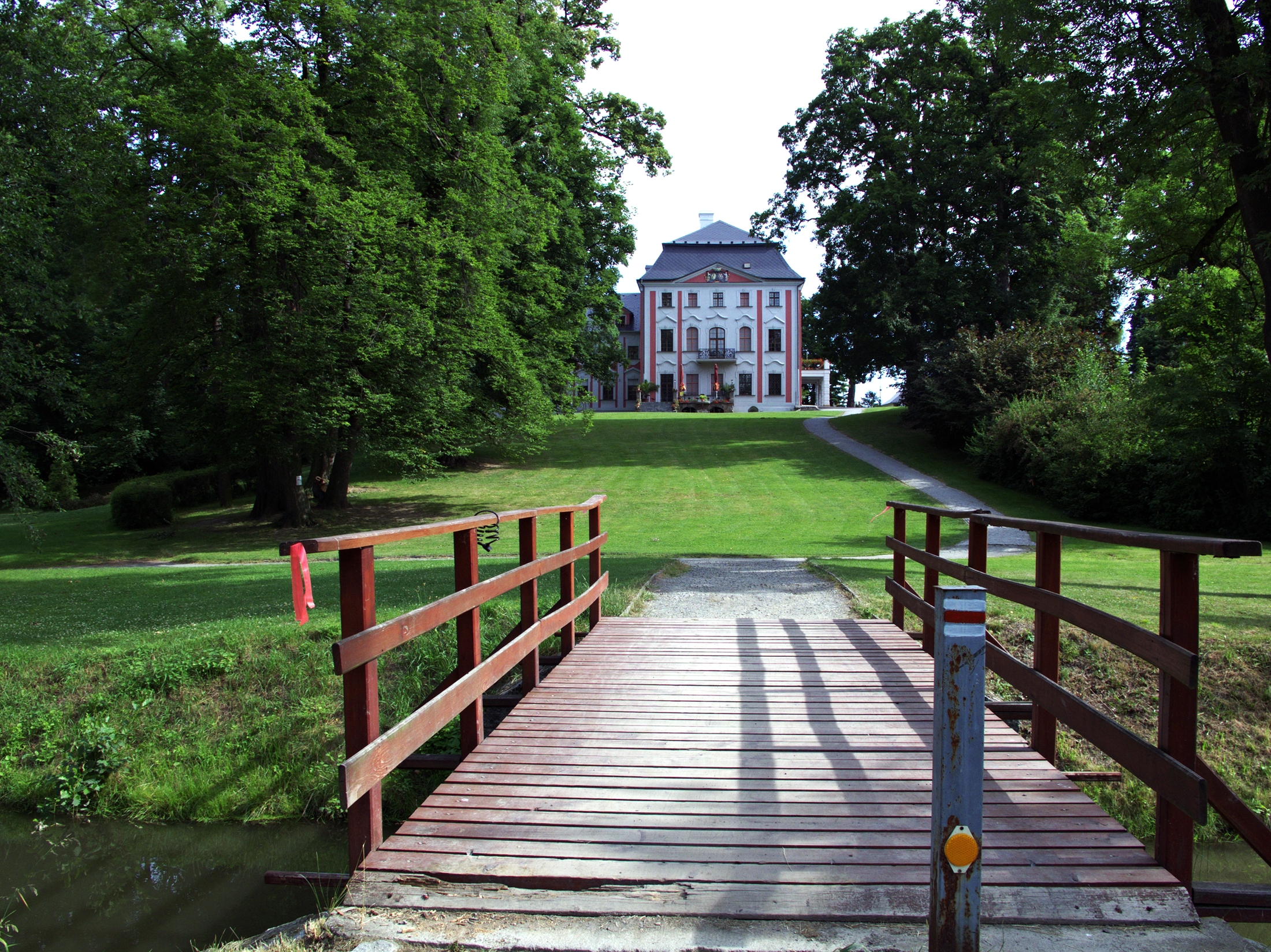
Pohled ze zámeckého parku od jihu (2014)

## Současnost
Po r. 1945 byl zámek v držení československého státu a sídlil zde úřad MNV. V letech 1948-1952 byl opraven a sloužil správním, školským a obecním účelům. V současnosti je v zámku vinotéka, restaurace a dům s pečovatelskou službou.
Prohlídky zde neprobíhají.